# Déborah Kpodar
Déborah Kpodar (* 3. Juni 1994 in L’Isle-d’Espagnac, Frankreich) ist eine französische Handballspielerin, die für den französischen Erstligisten Stella Saint-Maur Handball aufläuft.

## Karriere

### Im Verein
Kpodar spielte anfangs beim französischen Verein Angoulême Charente Handball, mit deren Damenmannschaft sie in der zweithöchsten französischen Spielklasse antrat. Nach ihrem Schulabschluss schloss sie sich im Jahr 2012 dem Verein Metz Handball an, bei dem sie anfangs in der Drittligamannschaft zum Einsatz kam. In der Saison 2013/14 erhielt sie erste Spielanteile in der Erstligamannschaft von Metz Handball. Bis zum Saisonende 2013/14 absolvierte Kpodar zehn Erstligaspiele und gewann mit Metz Handball die französische Meisterschaft. In der Saison 2015/16 wurde die Rückraumspielerin an den französischen Zweitligisten Stella Saint-Maur Handball ausgeliehen, um Spielpraxis zu sammeln.
Kpodar unterschrieb im Jahr 2016 einen Vertrag beim französischen Erstligisten Cercle Dijon Bourgogne, der seit dem Jahr 2019 unter den Namen Jeanne d’Arc Dijon Handball antritt. Im Sommer 2020 wechselte Kpodar zum Ligakonkurrenten Nantes Atlantique Handball, mit dem sie in der Saison 2020/21 die EHF European League gewann. Im Dezember 2022 verließ sie Nantes und schloss sich dem rumänischen Erstligisten CS Gloria 2018 Bistrița-Năsăud an. Nachdem Kpodar ab dem Sommer 2024 beim ungarischen Erstligisten Dunaújvárosi Kohász KA unter Vertrag gestanden hatte, wechselte sie im Februar 2025 zum deutschen Bundesligisten BSV Sachsen Zwickau. Zur Saison 2025/26 wechselte sie zum französischen Erstligisten Stella Saint-Maur Handball.

### In Auswahlmannschaften
Kpodar lief für die französische Juniorinnennationalmannschaft bei der U-19-Europameisterschaft 2013 und bei der U-20-Weltmeisterschaft 2014 auf.